# Kaôh Kŏng (ö i Kambodja)
Kaôh Kŏng är en ö i Kambodja.   Den ligger i provinsen Koh Kong, i den sydvästra delen av landet. Arean är 106 kvadratkilometer.
Terrängen på Kaôh Kŏng är lite kuperad. Öns högsta punkt är 419 meter över havet. Den sträcker sig 20,0 kilometer i nord-sydlig riktning, och 8,3 kilometer i öst-västlig riktning.  På Kaôh Kŏng växer i huvudsak städsegrön lövskog.
Tropiskt monsunklimat råder i trakten.